# San Martín de Trevejo
Ne pas confondre avec Trevejo (es), un village de la municipalité de Villamiel.
San Martín de Trevejo est une commune de la province de Cáceres dans la communauté autonome d'Estrémadure en Espagne.

## Histoire

### Les Hospitaliers
En 1136, Alphonse VII de León et Castille donne le château de Trevejo à Ponce de Cabrera (es) afin de proteger Ciudad Rodrigo qui était mal fortifiée. Puis en 1157, le même Ponce de Cabrera donne son château de Trevejo situé sur le territoire de Coria à Dieu et aux Hospitaliers de l'ordre de Saint-Jean de Jérusalem.
« dono Deo et sancto Hospitali Jherusalem quoddam castellum nomine Trebellio in Termino Caurie. »
En 1184, Ferdinand II de León donne San Martín de Trevejo aux Hospitaliers qui y fondent une commanderie au sein de la langue d'Espagne,.